# Midnight Ride
Midnight Ride (Alternativtitel: In den Klauen des Frauenmörders) ist ein US-amerikanischer Actionthriller von Bob Bralver aus dem Jahre 1990.

## Handlung
Lara Martin kommt aus Russland. Sie streitet mit ihrem Ehemann Lawson, einem Polizisten. Sie verlässt ihn und nimmt unterwegs Justin mit. Dieser erweist sich als Killer, der als Kind zusah, wie seine Mutter seine Schwester ermordete, und dadurch traumatisiert ist. Justin tötet Menschen und fotografiert sie mit einer Polaroid-Kamera.
Lawson verfolgt seine Frau und Justin, der Lara als Geisel nimmt. Diese Spur führt ihn in die psychiatrische Anstalt, die von Dr. Hardy geleitet wird. Dort kämpft er gegen Justin.

## Hintergrund
Gedreht wurde der Film in den Städten Grover Beach, Morro Bay, Pismo Beach und San Luis Obispo im US-Bundesstaat Kalifornien.
1993 wurde die ungekürzte Fassung von der Bundesprüfstelle für jugendgefährdende Schriften (BPjS) indiziert. Die Indizierung des Films wurde im Mai 2018 wieder aufgehoben. Eine Neuprüfung durch die FSK im November 2020 ergab eine Altersfreigabe ab 16 Jahren für die ungeschnittene Fassung.

## Kritiken
Richard Scheib des Filmportals Moria Reviews schrieb: „Midnight Ride verfügt über eine interessante und originelle Prämisse. Man könnte den Film fast als eine Actionfilmversion von Hitcher, der Highway Killer (1986) bezeichnen. [...] Die gleiche Handlung hätte mit einem größeren Budget und einem besseren Regisseur ziemlich packend sein können.“
Die deutsche Programmzeitschrift TV Movie urteilte: „Banaler Reißer ohne echten Thrill“.